# Ameerega boehmei
Espèce
Statut de conservation UICN

 LC  : Préoccupation mineure
Statut CITES
Ameerega boehmei est une espèce d'amphibiens de la famille des Dendrobatidae.

## Répartition
Cette espèce est endémique de la province de José Miguel de Velasco dans le département de Santa Cruz en Bolivie. Elle se rencontre de 720 à 800 m d'altitude dans les Serranía de Santiago et Serranía de Chochis.

## Étymologie
Cette espèce est nommée en l'honneur de Wolfgang Böhme.

## Publication originale
- Lötters, Schmitz, Reichle, Rödder & Quennet 2009 : Another case of cryptic diversity in poison frogs (Dendrobatidae: Ameerega)description of a new species from Bolivia. Zootaxa, no 2028, p. 20-30.